# Лиска маскаренська
Лиска маскаренська (Fulica newtonii) — вид журавлеподібних птахів родини пастушкових (Rallidae). Вимер у 17 столітті.

## Поширення
Вид був ендеміком Маскаренських островів. Птах відомий з численних звітів мандрівників і субфосильних кісток на Реюньйоні, а також на Маврикії, звідки були повідомлення про птаха poule d'eau. Востаннє цих  птахів на Реюньйоні спостерігав Дюбуа у 1672 році, а на Маврикії — Франсуа Легуа у 1693 році. Крім того, субфосильні рештки знайдені у болоті Мар-о-Сонж на Маврикії. Окрім полювання, діяльність у поселеннях, що призвела до знищення болотистого середовища існування, відіграла важливу роль у вимиранні виду.

## Опис
Маскаренська лиска була великим птахом. Хоча вона могла літати, у неї були зменшені крила, що означало, що птах волів втікати від небезпеки, пірнаючи під воду. Завдяки своїй великій силі маскаренські лиски могли перетнути океан між двома маскаренськими островами. Зовні вони нагадували звичайну лиску (F. atra), але більшого розміру, завдовжки близько 45 см. Маскаренська лиска, ймовірно, походить від африканської лиски (F. cristata), але невідомо, чи мала вона теж червоні нарости над білою лобовою пластинкою,  які можливо, не помічені Дюбуа. У 1674 році він писав про маскаренську лиску: «Водяні лиски, великі, як домашня птиця. Вони завжди чорні і мають білий гребінь на голові».